# 杨超声
杨超声（1993年7月22日—）是一名中国足球运动员，现效力于梅州客家。

## 俱乐部生涯
杨超声出生于广东省东莞市的客家人家庭，籍贯为河源市龙川县黄布镇。2011年进入东莞南城一线队参加中乙联赛。他在2011赛季出场25次，射进5球，东莞南城进入总决赛，但最终位列第四名，冲击中甲失败。2012赛季，东莞南城被视为升级的热门球队，但最终他们只在南区获得第六名，未能获得参加总决赛资格。杨超声在这个赛季出场22次，进球9个。
2012年11月，杨超声和队友方镜淇、李伟新、胡威威、廖力生、张兴博以及王睿一起被中超球队广州恒大签下。2013赛季，他主要参加预备队联赛。2013年7月10日，他在2013年中国足协杯第四轮广州恒大7比1击败大理锐龙的比赛首发登场，第一次代表广州恒大在正式比赛亮相。8月7日，他在足协杯第五轮射进加盟广州恒大后的首个正式比赛进球，帮助广州恒大在常规时间内2比2战平杭州绿城，并最终点球决胜击败对手晋级四强。9月28日，中超联赛第25轮广州恒大对杭州绿城队，他首发出场，完成中超联赛首秀。
2014年7月，杨超声被租借到中超球队辽宁宏运一个半赛季。第15轮客场对阵上海绿地的比赛中，杨超声首次为辽足上场，并打入其中超首球。2016赛季前冬训，杨超声一直随恒大训练，但在转会窗口最后一日与王睿一起压哨租借到中甲球队武汉卓尔。当年9月，杨超声在比赛中重伤，直至2018年底才在省港杯中复出。2019赛季，作为何超加盟恒大的交易一部分，杨超声自由转会中甲球队长春亚泰，并在翌季帮助球队成功冲超。
2022年3月，杨超声转会加盟中超球隊梅州客家。

## 国家队生涯
杨超声多次入选中国国青队、国奥队，并参加了2014年亚运会、2016年U23亚洲杯。因在辽足表现出色，他在2014年底一度入选中国队备战2015年亚洲杯的大名单，并在4比0大胜吉尔吉斯斯坦的热身赛中首次为国家队出场。